# スリナムの世界遺産
スリナムの世界遺産 （スリナムのせかいいさん）はユネスコの世界遺産に登録されているスリナム国内の文化・自然遺産。
※この項目はウィキプロジェクト 世界遺産に準じて作成されています

## 文化遺産
- パラマリボ市街歴史地区 - （2002年）
- ヨーデンサヴァネの考古遺跡 : ヨーデンサヴァネの入植地とカシポラクレークの共同墓地 - （2023年）

## 自然遺産
- 中部スリナム自然保護区 - （2000年）

## 複合遺産
なし